# Julio César Arzú
Julio César Arzú (4 de mayo de 1958), más conocido como Tile, es un futbolista hondureño que se desempeñó como guardameta titular del Real Club Deportivo España y de la selección de fútbol de Honduras. Su primer equipo de fútbol fue el Real España. Se le considera uno de los mejores porteros que ha tenido su país.

## Trayectoria deportiva
Arzú, jugaba defendiendo la portería de su club el Real España, cuando fue convocado por José de la Paz Herrera para la selección nacional de Honduras que representaría al país en la copa mundial de fútbol España '82.

### Mundial Juvenil Túnez Sub-20
| Túnez 77 | Lugar | fecha               | partido                  | etapa          |
| 1977     | Túnez | 28 de junio de 1977 | Marruecos 0 – 1 Honduras | fase de grupos |
| 1977     | Túnez | 1 de julio de 1977  | Honduras 0 – 1 Uruguay   | fase de grupos |
| 1977     | Túnez | 4 de julio de 1977  | Honduras 2 – 0 Hungría   | fase de grupos |

### Copa del mundo España 1982
| Mundial                        | Sede   | Resultado     |
| ------------------------------ | ------ | ------------- |
| Copa Mundial de Fútbol de 1982 | España | Primera fase. |

| España 82 | Lugar    | fecha               | partido                          | etapa          |
| 1982      | Valencia | 16 de junio de 1982 | España 1 – 1 Honduras            | fase de grupos |
| 1982      | Zaragoza | 21 de junio de 1982 | Honduras 1 – 1 Irlanda del Norte | fase de grupos |
| 1982      | Zaragoza | 24 de junio de 1982 | Honduras 0 – 1 Yugoslavia        | fase de grupos |

En total recibió 3 goles, en los tres compromisos mundiales, uno con la anfitriona selección española, otro de la selección de fútbol de Irlanda del Norte, siendo el tercer gol un penal polémico, de la selección de fútbol de Yugoslavia, motivo por el cual la bicolor hondureña quedaría en el camino; la labor deportiva de Arzú, fue muy aceptada, lo que sirvió para que el equipo Racing de Santander lo fichase.

### Clasificación para mundial México 1986
| Copa del Mundo | Lugar        | fecha                    | partido                    | etapa        |
| 1982           | Tegucigalpa  | 3 de noviembre de 1981   | Honduras 4 – 0 Haití       | ronda final  |
| 1982           | Tegucigalpa  | 8 de noviembre de 1981   | Honduras 2 – 0 Cuba        | ronda final  |
| 1992           | Tegucigalpa  | 12 de noviembre de 1981  | Honduras 2 – 1 Canadá      | ronda final  |
| 1982           | Tegucigalpa  | 16 de noviembre de 1981  | Honduras 0 – 0 El Salvador | ronda final  |
| 1986           | Colón        | 15 de junio de 1984      | Panamá 0 – 3 Honduras      | primera fase |
| 1986           | Tegucigalpa  | 3 de marzo de 1985       | Honduras 1 – 1 Surinam     | segunda fase |
| 1986           | Tegucigalpa  | 6 de marzo de 1985       | Honduras 2 – 1 Surinam     | segunda fase |
| 1986           | San Salvador | 10 de marzo de 1985      | El Salvador 1 – 2 Honduras | segunda fase |
| 1986           | Tegucigalpa  | 14 de marzo de 1985      | Honduras 0 – 0 El Salvador | segunda fase |
| 1986           | San José     | 11 de agosto de 1985     | Costa Rica 2 – 2 Honduras  | tercera fase |
| 1986           | Tegucigalpa  | 25 de agosto de 1985     | Honduras 0 – 1 Canadá      | tercera fase |
| 1986           | Tegucigalpa  | 8 de septiembre de 1985  | Honduras 3 – 1 Costa Rica  | tercera fase |
| 1986           | San Juan     | 14 de septiembre de 1985 | Canadá 2 – 1 Honduras      | tercera fase |

Honduras no se clasificó para el mundial de México de 1986; Arzú, contaba con 29 años cuando fue traspasado al Club ADET de la liga salvadoreña, y culminó su carrera futbolística en el Club Deportivo Olimpia de Honduras en 1990. 
Arzú, se desempeñó como preparador de porteros de la selección nacional de fútbol en 2006 y del Real Club Deportivo España, igualmente como director técnico del equipo femenino de la Escuela Internacional Sampedrana